# Songololo
Songololo este un oraș în  provincia Bas-Congo, Republica Democrată Congo. În 2012 avea o populație de 12 940 de locuitori, iar în 2004 avea 10 601.